# Andréi Vólguin
Andréi Vólguin (en ruso Андрей Волгин) (c. 1969) es un empresario ruso conocido por sus inversiones en el llamado capital riesgo ruso tras el derrumbamiento de la Unión Soviética. Andréi Vólguin empezó su carrera en finanzas a finales de la década de 1980, en la Universidad Estatal de Moscú, obteniendo un grado en Economía.

## Trayectoria empresarial
En octubre de 1992 Andréi Vólguin creó la compañía Adamant Financial Corporation, la primera empresa de capital inversión de Rusia tras su colapso financiero. En noviembre de 1994, después de obtener una participación del 39% en fabricante ruso de caucho Yaroslavl Rezinotechnika, persuadió a los accionistas para obtener el control en la compañía, haciendo la primera opa en Rusia.
Una filial de Adamant Advisory Services adquirió la compañía de telecomunicaciones rusa Metromedia en 2003.
En 1999, Vólguin y su esposa Elena fundaron Adamant Media Corporation, una de las editoriales más grandes del mundo de viejas y raras reimpresiones de libros, con más de 60.000 títulos en muchos idiomas. La empresa vende física y libros electrónicos a través de su web o a través de Amazon.com.
En 2007 Vólguin cofundó Spiral Universe con Reuben Kerben. Spiral es una startup de software educativo que distribuye un software para la gestión del aprendizaje. En 2014 Spiral Universe ha sido adquirido por STI.  In 2014 Spiral Universe has been acquired by STI.

## Reconocimientos
En la sección europea de The Wall Street Journal, sus colegas le describieron como "el futuro de Rusia." De 1994 a 1997, Vólguin ocupó el cargo de Presidente del Comité de Derechos de los Accionistas Públicos de Moscú, donde se pronunció sistemáticamente contra la inversión occidental en empresas rusas corruptas o ineficaces.
En 1994, a la edad de 23 años, Andréi Vólguin fue nombrado por el presidente del Gobierno ruso para ser miembro de la Comisión de Mercados de Valores del Gobierno ruso y Presidente de su Consejo de Expertos. Vólguin fue uno de los autores de la Ley de Sociedades Anónimas y la Ley de Mercados de Valores, ambos adoptados por la Asamblea Federal de Rusia en 1995, y de la legislación sobre fondos de inversión riesgo.
En 1995 The Wall Street Journal, nombró a Vólguin uno de los 24 mejores líderes empresariales en Europa Central y Oriental. [4] En 1997, el Sr. Vólguin fue la persona más joven que se colocó en la lista de los 600 financieros más influyentes del mundo. En 1997, el Instituto Biográfico de Rusia nombró a Vólguin como la "Persona del Año" en la categoría de negocios.